# Cryptocephalus quadriguttatus
Cryptocephalus quadriguttatus là một loài bọ cánh cứng trong họ Chrysomelidae. Loài này được Richter miêu tả khoa học năm 1820.